# Tat'jana Sorokina
Tat'jana Sergeevna Sorokina, coniugata Panjuževa (in russo Татьяна Сергеевна Сорокина-Панюжева?; Mosca, 9 marzo 1940), è un'ex cestista sovietica.

## Carriera
Con l'Unione Sovietica ha disputato i Campionati mondiali del 1964 e i Campionati europei del 1964.